# Герасимівка (пункт контролю)
48°47′35″ пн. ш. 39°41′48″ сх. д. / 48.79306° пн. ш. 39.69667° сх. д.
Гера́симівка — пункт пропуску через державний кордон України на кордоні з Росією.
Розташований у Луганській області, Станично-Луганський район, у селі Гарасимівка на автошляху місцевого значення. З російського боку розташований пункт пропуску «Можаєвка», Тарасовський район, Ростовська область.
Вид пункту пропуску — автомобільний, пішохідний. Статус пункту пропуску — місцевий, з 5.00 до 21.00.
Характер перевезень — пасажирський.
Судячи з відсутності даних про пункт пропуску «Герасимівка» на сайті МОЗ, очевидно він може здійснювати лише радіологічний, митний та прикордонний контроль.
Пункт пропуску «Герасимівка» входить до складу митного посту «Луганськ» Луганської митниці.